# Баянаульский рудный район
Баянаульский рудный район — структурно-металлогенический пояс на северо-восточном Казахстане. С севера, востока и юга ограничен глубокими разломами, с запада — Майкайын-Екибастузским антиклинорием. В геологическом отношении состоит из следующих структур: Майкайын-Екибастузского (верхний протерозой) антиклинория, вытянутого в северо-восточном направлении, Баянаульского и Александровского (кембрий — нижний ордовик) антиклинориев субширотного направления, Ащысуского (ордовик — силур) и Кызылтауского (силур — нижний девон) синклинориев, Майкубенского грабена. В протерозойских породах распространены ультраосновные интрузии и граиодиориты, верхносилурийских и верхиепалеозойских — кислые и щелочные интрузии. Месторождения железа (Мырзашокы, Сары-тобе) связаны со скарнами. В серпентиицированных корах выветривания наблюдаются признаки никелевых залежей. В ордовикских порфиритах, верхпепалеозойских гранитах и силурских песчаниках — жильные месторождения золота (Найзатас); и Баянаульских гранитовых грейзендеритах — серебро, золото и другие редкие металлы. Встречаются также флюоритовые и баритовые руды.